# 大石誠之助
大石 誠之助（おおいし せいのすけ、1867年〈慶応3年〉11月29日〈旧暦11月4日〉 - 1911年〈明治44年〉1月24日）は、日本の社会主義者・キリスト者、医師。
幸徳事件（大逆事件）で処刑された12名の1人。雅号は「禄亭」（ろくてい）。

## 略歴
1867年（慶応3年）11月29日（旧暦11月4日）に紀伊国新宮仲之町（現：和歌山県新宮市仲之町）で生まれる。同志社英学校英語普通科を中退後、神田共立学校（現：開成中学校・高等学校）で英語を学ぶが中退する。1891年（明治24年）6月に渡米し、ワシントン州ワラワラ市のセントポーロ中学校へ入学したのち、1892年（明治25年）にオレゴン州立大学医科に入学する。1895年（明治28年）に卒業後はモントリオール大学で外科学を学んでから同年10月に帰国し、翌年に地元・新宮で医院を開業する。
1899年（明治32年）に伝染病の研究でシンガポールを経てインドのムンバイ大学に留学する。ムンバイ滞在中にカースト制の実態を知った大石はそのまま社会主義の思想に目覚める。また、アメリカ留学中にコックの経験があったことから、1904年（明治37年）に新宮で「太平洋食堂」を開店し、自ら料理人として西洋流の食生活を庶民に紹介した。その記事は堺利彦が主宰していた「家庭雑誌」に西洋料理として寄稿し、堺を通じて社会主義思想に興味を持った。堺の他に幸徳秋水らとも交流を持ち、社会主義関係の書籍を読み始め、やがて大石の自宅や店には多数の社会主義者やアナキストが集まるようになった。
1910年（明治43年）5月、幸徳事件（大逆事件）に関与して警察に逮捕された。大石の逮捕を知った旧知の与謝野鉄幹は文学者で弁護士の平出修に弁護を依頼したものの、1911年（明治44年）1月18日に死刑判決が下り、6日後の1月24日午後2時23分に死刑が執行された。43歳没。
戦後の研究によりこの大逆罪は冤罪であったとの評価がなされるようになり、新宮市は没後107年目の2018年（平成30年）1月24日、平和、博愛、自由、人権を唱えた先覚者として大石を名誉市民に認定した。

## 家系
長兄大石余平の長男は西村伊作。姪孫（坂倉ユリ、伊作の次女）の夫は坂倉準三。次兄玉置酉久の長男は玉置醒（元新宮市議会議長）。酉久の妻の従甥は山本七平。

## 著作等
- 大石誠之助 著、森長英三郎・仲原清 編『大石誠之助全集』 全2巻、弘隆社、1982年8月。 NCID BN01139420。全国書誌番号:83023545。
- 南丹市立文化博物館 編『高畠素之・遠藤友四郎・北原龍雄・森近運平・大石誠之助書簡』南丹市立文化博物館〈南丹市立文化博物館収蔵資料目録 3〉、2020年3月。 NCID BC02695182。全国書誌番号:23420484。

## 関連書籍
- 森長英三郎『禄亭 大石誠之助』岩波書店、1977年 ISBN 9784000025584
- Joseph Cronin (ジョセフ・クローニン) 『The Life of Seinosuke：Dr. Oishi and The High Treason Incident: Second Edition―誠之助の生涯：ドクトル大石と大逆事件 増訂第2版』 White Tiger Press 2014年、入手：編集グループSUREより可能
- 辻原登『許されざる者』上・下、毎日新聞社、2009年、ISBN 978-4-620-10735-6 (上)、ISBN 978-4-620-10736-3(下)。2007-2009年毎日新聞に連載された小説。主人公の槇隆光が大石誠之助をモデルとしている。
- 柳広司『太平洋食堂』小学館、2020年 ISBN 9784093801157